# Smutek

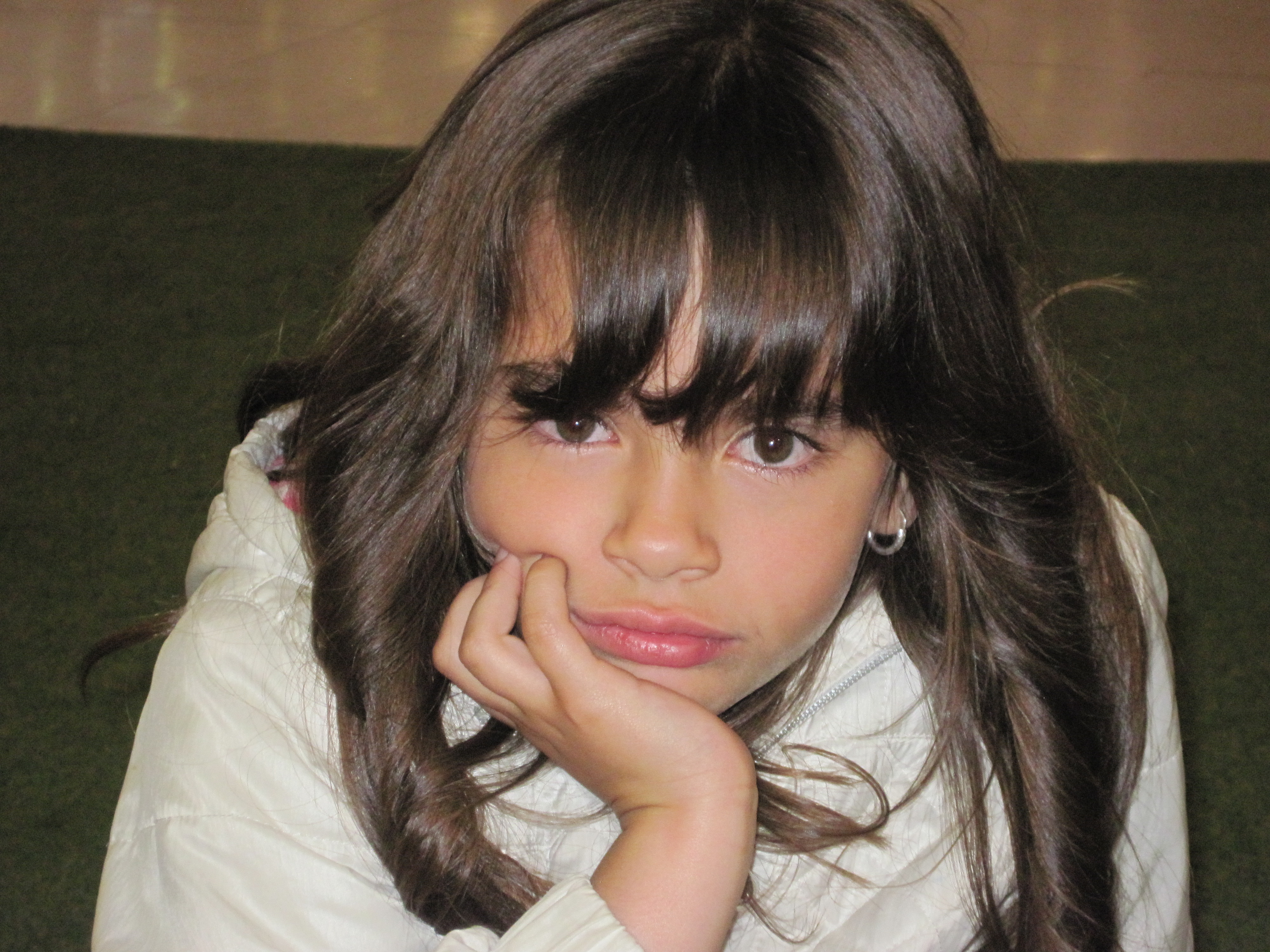
Smutek

Smutek je jedna z emocí, stav nálady, který je opakem radosti. Smutek je reakcí na událost, která se nás nepříznivě dotýká, jako je např. ztráta blízkých osob či cenné věci, zhasnutí naděje, křivda, nevděk apod. Smutek z trvalé ztráty něčeho velmi významného (např. úmrtí blízké osoby) je vystupňován v žal, též hoře, tedy smutek akcentovaný zoufalstvím nad nenávratnem nejvyšší hodnoty. Nevypořádá-li se člověk s žalem, může se propadat depresi. Přechod mezi žalem (přirozeným smutkem) a depresí („chorobným“ smutkem) je plynulý.
Zármutek, stejně jako ostatní emoce, částečně potlačuje některé životní potřeby – při silném smutku klesá chuť k jídlu, dostavuje se nespavost. Jedním z projevů intenzivního smutku je ronění slz, tedy pláč.
Biologická funkce smutku je zpomalení myšlenkových procesů a reorganizace svého myšlení, což má za následek vyrovnání se se stresem a ztrátou. Truchlení ve společnosti je z adaptivního hlediska bráno jako žádost o pomoc, čímž vede k upevnění vztahů a dokonce vytváření nových.
Od roku 1996 se 27. duben slaví jako Mezinárodní den smutku, a má připomenout všechny kteří někdy byli při práci zraněni nebo utrpěli smrtelný úraz.

## Biblický přístup
| „                                   | Zármutek, který je podle Boha, působí pokání k záchraně, jehož nelze litovat, kdežto zármutek světa působí smrt. | “ |
| — Bible, Druhý list Korintským 7:10 | |   |

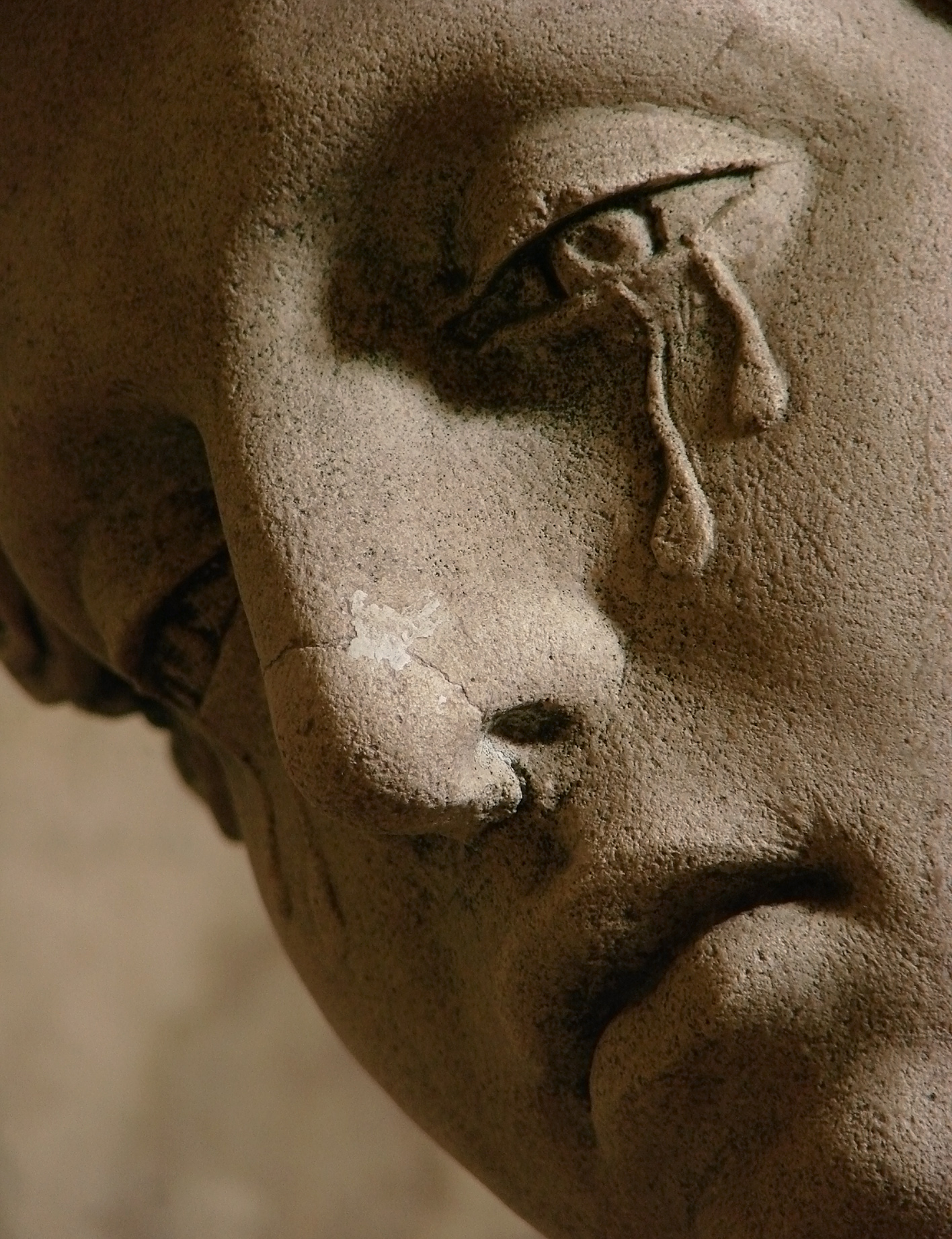
Detail sochy z roku 1672, zobrazující zármutek

Zármutek je Novým zákonem používán k popisu emoce, která je člověku nepříjemná. Možno také říci, že pro Nový Zákon je zármutek opakem radosti. Bůh považuje zármutek za něco, co člověku není příjemné. V určitých situacích člověka od zármutku ochraňuje. Na jiném místě Nový Zákon používá slovo zármutek také v souvislosti s nepříjemnou emocí. Nicméně člověk před ním chráněn není. Zármutek je označen za nevyhnutelný projev lásky (slovo použito především v překladu Bible kralické (smutné)). Dokonce je uvedeno, že děti, které neprocházejí zármutkem kázně, nejsou děti vlastní, tedy milované, ale děti cizí. Nezbytným závěrem z této úvahy, je, že zármutek má svou prospěšnost, dokonce prospěšnost nenahraditelnou.

### Druhy zármutku
1. Zármutek podle Boha – Nový Zákon rozlišuje mezi zármutkem podle Boha a zármutkem podle světa. Zármutek podle Boha je, jak už bylo uvedeno výše, prospěšný. Dosáhne li tento zármutek podle Boha určité intenzity, přinese v životě člověka ovoce v podobě pokání, a nakonec vede k záchraně.[6] Přespříliš zármutku může však člověku ublížit.[7]
2. Zármutek podle světa – Zármutek podle světa je zřejmě opakem zármutku podle Boha, neboli k pokání nesměřuje a v konečném důsledku působí smrt.[8]

Zajímavé je také podívat se nad čím se rmoutí novozákonní postavy:
- Nad hříchem – Pavlovy komentáře v 2. listu Korintským, kapitole 7, se pravděpodobně vztahují k chybě, na niž Pavel upozorňuje v 1. listu Korintským, kapitole 5. Zármutek, který je detailně rozebírán v 2. listu Korintským, kapitole 7, je tedy vztažen k chybě, hříchu, jehož se křesťané v Korintu dopustili.
- Nad zatracením bližních – Pavel prožívá zármutek nad zatracením Izraelského národa, který nepřijal Krista[9]
- Nad odchodem člověka – Pavel se obává zármutku nad odchodem Epafrodita. Učedníci se rmoutí ve chvíli rozloučení s Pánem Ježíšem.[10]